# Csandra szekere
A Csandra szekere 2016-ban bemutatott magyar filmdráma, Vitézy László rendezésében.

## Rövid történet
Csandra szekere a magyarországi cigányok mitológiájában az a közlekedési eszköz, amely kicsit hasonlatos a más hazai népcsoportok néprajzában élő „Szent Mihály lova” fogalomhoz: vagyis hogy aki arra felszáll, az már nemigen tér vissza az élők sorába. Ennek megfelelően a film kezdő jelenetei egy vidéki kis falu cigánysorára vezetik el a nézőt, ahol épp felül a nevezett szekérre egy családfő, akinek halálát (a mértéktelen ivástól eltekintve) az okozta, hogy egy darab ideje már két árnyék kísérte, kétfelől.
A megboldogult egyik keresztfia Naftali, a cigánysorról tanulással kiemelkedett kevés fiatal egyike, aki tanárként próbálja pallérozgatni a telepi társait. Nyáron, ráérő idejében, különösen sok időt tölt a telepen, ám ott váratlan szerelmi kalandba bonyolódik, pedig otthon szép szőke felesége, sőt gyerek is várja. Egy beszélgetés során szóba kerülnek a régi szokások és felmerül a téglaégetés lehetősége. Mivel Naftali építkezni szeretne, megpróbálja összefogni a cigányokat a közös munka érdekében.
A jövedelmezőnek ígérkező kezdeményezésre azonban felfigyelnek a veszteséges helyi termelőszövetkezet vezetői, és igyekeznek „ráülni” a projektre, végül a párttitkár meg is kaparintja a cigányok jóformán egyetlen megélhetésének számító üzemágat…
A film Lakatos Menyhért önéletrajzi ihletésű művei alapján készült, megtörtént eseményeket dolgozva fel a cigányság legszegényebb rétegének 1960-as évekbeli mindennapjaiból.

## Közreműködők

### Szereplők
- Adorjáni Bálint – Naftali
- Tenki Réka – Párnisé
- Danis Lídia – Pekenyuca
- Reviczky Gábor – Patkós Mihály
- Csányi Sándor – Duraj
- Székely B. Miklós – narrátor, egyben Naftali apja
- Nyakó Júlia – Tercsi
- Szabó Irén – Ilka
- Nagypál Gábor – Fúrós Gacsesz
- Szegedi Tamás – Muci
- Lázár Kati – Mámi
- Jónás Judit – Bulóri
- Ifj. Farkas Sándor – Gerálos
- Oláh Géza – Gitáros
- Harsay Gábor – Bangó
- Gáspár Tibor – Flórián, rendőr őrmester
- Magyar Attila – tanácselnök
- Jegercsik Csaba – Gurmai, párttitkár
- Balogh Attila András – gyerek Naftali
- Erdélyi Gyula – Kovács

### Alkotók
- Rendező: Vitézy László
- Forgatókönyvíró: Vitézy László